# اویستین اوره
اویستین اوره (انگلیسی: Øystein Ore; ۷ اکتبر ۱۸۹۹ – ۱۳ اوت ۱۹۶۸) دانشمند در زمینه ترکیبیات اهل نروژ بود.
وی همچنین برندهٔ جوایزی همچون پروفسور استرلینگ و کمک‌هزینه گوگنهایم شده‌است.